# Karmele Marchante
María del Carmen Marchante Barrobés (Tortosa, Tarragona, 15 de septiembre de 1946), más conocida como Karmele Marchante, es una periodista y activista feminista española que también posee la nacionalidad islandesa, con una amplia trayectoria en todos los medios de comunicación, y también conocida por su etapa en la prensa del corazón.

## Primeros años
Karmele Marchante nació en Tortosa, provincia de Tarragona, hija del coronel de infantería Carlos Marchante Alonso (1910-2000) y de Carmen Barrobés Llatge (fallecida el 10 de abril de 2005), que provenía de una familia muy acomodada de Barcelona y había pertenecido al Auxilio Social de Falange. Tuvo dos hermanos, Carlos y María del Rosario (Charito).
Cursó estudios en la Universidad de Navarra y en la Escuela Oficial de Periodismo de Barcelona. Una vez terminados sus estudios trabaja durante 1973 en la Unesco en París. A continuación, se traslada a los países escandinavos por su matrimonio con un lingüista islandés, residiendo en Islandia ejercía como reportera volante. Después de tres años, se divorcia y regresa a Barcelona, donde empezó a trabajar en prensa escrita y radio e inicia su inmersión en el feminismo español, fundando el grupo LAMAR (Lucha Antipatriarcal de Mujeres Antiautoritarias y Revolucionarias).
En 1981, junto con María Rodríguez Bayraguet, tradujo para la editorial Icaria de Barcelona el libro del Ayatollah Jomeini titulado Principios políticos, filosóficos, sociales y religiosos, que tuvo mucha repercusión. Estando todavía en Barcelona, Marchante dirige la revista Star y es cofundadora de la revista Ajoblanco, ambas referentes del periodismo contracultural de los años 80 en España.
En 1984, se traslada a Madrid donde empieza su andadura televisiva en el programa Informe Semanal, de Televisión Española, con reportajes destacados de la política entrevistando, entre otros, a Adolfo Suárez, ya expresidente del Gobierno de España, y a Josep Tarradellas, recién llegado a la Generalidad de Cataluña. También destacaron sus reportajes del ámbito de la cultura, como el de Michael Jackson.

## Trayectoria
Proveniente de la prensa alternativa (Star, Ajoblanco), entre 1977 y 1984 trabajó en la redacción de Barcelona de la revista Interviú. En 1984 ingresó en Televisión Española y se trasladó a Madrid. En el ente público hizo reportajes para programas como Informe Semanal o La Tarde y también participó en otros como Segundos fuera (1986) y en Radio Nacional de España. A finales de los ochenta regresó a los medios de comunicación privados, trabajó durante una década para los semanarios del Grupo Z, Panorama Internacional (1987- 1988) y Tiempo (1988- 1997) realizando entrevistas y columnas de opinión y crónica social. Compaginó el periodismo escrito con colaboraciones en radio -sustituyó a Jesús Mariñas en el programa Protagonistas de Luis del Olmo en la cadena COPE (1988)- y televisión. Realizó diversos programas en canales autonómicos,  presentó una sección de Antena 3 Noticias llamada Las noticias del corazón (1990) en la recién inaugurada Antena 3. Colaboró en los programas La noche se mueve (1993) del Gran Wyoming en Telemadrid; La máquina de la verdad (1993, 1994) de Julián Lago en Tele-5 y Pasa la vida (1993- 1996), Tardes con Teresa (1994) y Día a día (1996- 1997) de María Teresa Campos, en TVE-1 y Telecinco.
Respecto a su faceta feminista e investigadora, en 1994 fundó el grupo "El Club de las 25" que reúne a mujeres de diferentes sectores para la lucha activa en el feminismo. Por esta época, Marchante compaginó su trabajo como periodista con una estancia en Washington D. C. gracias a una beca Fulbright, y otra posterior en la University of Debrecen, en Hungría.
En 1997 llegó Tómbola, en donde ocupó una silla durante 7 años, centró su carrera en la televisión y su popularidad creció de modo exponencial, llegando a hacer spots de publicidad, participar en concursos de telerrealidad y conceder entrevistas remuneradas. Tómbola se trataba de un formato novedoso en España, en el que varios periodistas incidían -en ocasiones en tono de reproche y con actitud agresiva- en aspectos de la vida privada del personaje entrevistado. Este tipo de programa, polémico en contenidos y formas, se imitó posteriormente por todas las cadenas. Se hicieron célebres los enfrentamientos verbales entre Marchante y Jesús Mariñas (autor de la entonces celebérrima frase «¡que te calles Karmele!»), uno de sus compañeros en el plató.
Tras la cancelación de Tómbola, Marchante continuó su trayectoria en cadenas de ámbito nacional, colaborando como experta en política y actualidad en programas como Como la vida (2003-2004), en Antena 3, o en Telecinco en Día a día (2004), de María Teresa Campos, TNT (2004-2007), de Jordi González o A tu lado (2004-2007), de Emma García. También destaca el programa Temporada Alta de la cadena autonómica balear IB3. En 2008, participó en el concurso Supervivientes, que emite la cadena Telecinco, en el que fue a veces reprendida por otros concursantes debido a su estado físico y a su peculiar personalidad, sobre todo durante las pruebas de grupo, fue la 6ª expulsada del concurso que luego ganaría Miriam Sánchez.

### SálvameyLa Noria
En 2009, comenzó a colaborar en el programa Sálvame, presentado por Jorge Javier Vázquez, en Telecinco, donde protagonizó momentos cómicos como su inscripción al Festival de Eurovisión de 2010, bajo el nombre artístico de Pop Star Queen. Y presentó tres canciones: Soy un tsunami, La Carmelita y Las mujeres al poder de las cuales fue elegida Soy un tsunami, que se situó en la primera posición de las votaciones en internet. Defensora también de las personas trans y del colectivo homosexual en general, dos personas trans salían en el videoclip de Soy un Tsunami, por eso fue elegida para dar un pregón en el Orgullo Gay de Madrid en el año 2010. Pese al éxito en las votaciones su candidatura fue rechazada tres días después de la apertura de las votaciones por RTVE, tras conocerse que algunas partes de la canción incumplían el reglamento de la Unión Europea de Radiodifusión.
En mayo de 2011, deja el programa para irse a Inglaterra regresando unos meses después a petición del programa. En 2016, Marchante lo abandonó definitivamente diciendo que se sentía "humillada, vejada, insultada y maltratada" por el equipo del programa y su dirección, entre otras cosas por sus posiciones como feminista e independentista catalana. Tras abandonarlo, declaró que haber trabajado en la prensa del corazón había sido el error más grande de su vida.
En paralelo a su etapa en Sálvame como entrevistadora de personajes populares en La Noria (2008-2012) hasta que se canceló el programa por falta de anunciantes. El 16 de julio de 2013, empezó a participar en el nuevo concurso de Telecinco llamado Campamento de Verano, un reality presentado por Joaquín Prat desde los estudios centrales de Mediaset España/Telecinco y con su copresentadora Sonia Ferrer desde la Sierra de Gredos.  
En el verano de 2015, se hizo público su fichaje, como colaboradora, para el programa La vida de Catalunya Ràdio. En 2018, empezó a colaborar en Espejo público de Antena 3, así como en TV3. Y, en paralelo, inicia su andadura en las redes sociales con su canal de YouTube sobre temas de actualidad.

## Trayectoria en televisión
- 1981-1984: Informe semanal (TVE).
- 1984-1987: La tarde (TVE).
- 1990: Las noticias del corazón (Antena 3), como presentadora.
- 1992- 1993: La noche se mueve (Telemadrid).
- 1993-1996: Pasa la vida (TVE-1).
- 1993, 1994: La máquina de la verdad (Telecinco).
- 1994: Tardes con Teresa (TVE-1).
- 1994: Dret a parlar (TVE, circuito catalán).
- 1996-2002, 2004: Día a día (Telecinco).
- 1996, 1997: L' ou o la gallina (TVE, circuito catalán)
- 1997-2004: Tómbola (Canal 9 y autonómicas).
- 1997, 1998: Moros y cristianos (Telecinco)
- 1997-2004: Crónicas marcianas (Telecinco).
- 2000: Bravo por la tarde (Canal Sur)
- 2003: Como la vida (Antena 3).
- 2002: Abierto al anochecer (Antena 3)
- 2004: Dia A Dia (Telecinco)
- 2004-2007: A tu lado (Telecinco).
- 2004-2007: TNT (Telecinco).
- 2007: ¿Dónde estás corazón? (Antena 3), como invitada.
- 2008-2012: La Noria (Telecinco), como entrevistadora, tertuliana e invitada.
- 2008: Supervivientes (Telecinco), como concursante (7º puesto).
- 2009-2016 Sálvame Deluxe (Telecinco).
- 2009-2016: Sálvame (Telecinco).
- 2013: Campamento de verano (Telecinco), como concursante (7º puesto).
- 2015: Trencadís (8tv), como invitada.
- 2018-2019: Espejo público (Antena 3), como invitada.

## Obra
- 2003 – Arquetipos y arquetipas: la fauna rosa. Editorial Planeta.[36]
- 2011 – Los juguetes de Karmele. Editorial La Esfera.[37]
- 2018 – Puta no se nace. Editorial Lo que no existe.[38]
- 2022 – No me callo. Mis memorias. Ediciones B.